# アマデウス弦楽四重奏団
アマデウス弦楽四重奏団 (Amadeus String Quartet) は、1950年代から1970年代を代表する弦楽四重奏団である。

## メンバー
アマデウス弦楽四重奏団のメンバーは
- 第1ヴァイオリン - ノーバート・ブレイニン　Norbert Brainin (1923年3月12日ウィーン; † 2005年4月10日ロンドン)
- 第2ヴァイオリン - ジークムント・ニッセル Siegmund Nissel（1922年1月3日ミュンヘン; † 2008年5月21日ロンドン）
- ヴィオラ - ペーター・シドロフ Peter Schidlof（1922年7月9日ウィーン; † 1987年8月16日ロンドン）
- チェロ - マーティン・ロヴェット Martin Lovett（1927年2月3日ロンドン; † 2020年4月29日）

であり、終始変わらなかった。39年間という長きにわたり完全同一メンバーで活動を行った団体であった。

## 略歴
ウィーン生れのユダヤ人であるブレイニンとシドロフや、ウィーンからミュンヘンに移住したユダヤ人の両親のもとに生れ、9歳の時にウィーンに戻っていたニッセルは、1938年のオーストリア併合の影響で英国へ逃れた。しかし1939年9月に第二次世界大戦が開戦すると、敵性外国人としてマン島にあるOnchan Campへ収容された。そこで、彼らは3人は初めて出会うこととなった。
収容所から解放された3人は、同じようにイギリスに亡命していたポーランド生まれで独墺流派の高名なヴァイオリニスト、マックス・ロスタルに師事した。さらにロスタルを通じて、イギリス人のロヴェットと出会い、1948年に弦楽四重奏団としてデビューした。以来39年間同一メンバーで活動したが、1987年のシドロフの死によって活動が停止した。
芸風はウィーン的であり、ドイツ・オーストリア風とみなされていた。
業績としては1950年代から1960年代に録音されたモーツァルト、ベートーヴェン、ブラームス全集やシューベルト、ドヴォルザークの録音などがあり、スタンダードの一つとして高い評価を受けている。